# Sturm auf den Spicherer Berg
Sturm auf den Spicherer Berg ist der Titel eines Historiengemäldes aus dem Saarbrücker Rathauszyklus von Anton von Werner. Der Zyklus entstand bis 1880 als Auftragswerk für einen neuen Ratssaal am damaligen Rathaus von Saarbrücken, dem heutigen Alten Rathaus. Das Gemälde zeigt eine Szene aus der Schlacht bei Spichern im Deutsch-Französischen Krieg. Dargestellt ist der preußische Generalmajor Bruno von François, wie er am 6. August 1870 Soldaten der 9. Kompanie des Niederrheinischen Füsilier-Regiments Nr. 39 einen Sturmangriff auf französische Artilleriestellungen auf dem Roten Berg bei Spichern befiehlt, während Soldaten des 1. Hannoverschen Infanterie-Regiments Nr. 74 bereits vorangestürmt sind. Die militärisch waghalsige Operation, die nach einem französischen Angriff auf Saarbrücken den dortigen Übergang Preußens in die Kriegsoffensive symbolisiert, wurde von der Publizistik ihrer Zeit überwiegend als Heldentat gerühmt. Ihre realistische und momenthafte, trotz Kolossalformats in den Augen von schreibenden Zeitgenossen wenig erhabene Darstellung fand hingegen eine zurückhaltende bis negative Aufnahme durch die Kunstkritik, während das breitere Publikum sie durchaus goutierte.

## Beschreibung und Bedeutung
Das Gemälde zeigt eine Gruppe der 9. Kompanie des Niederrheinischen Füsilier-Regiments Nr. 39 (unten, mit Pickelhauben) und Soldaten des 1. Hannoversches Infanterie-Regiments Nr. 74 (oben links, in hellen Drillichhosen) beim Ansturm auf den Roten Berg in der Schlacht bei Spichern am 6. August 1870. Die Infanteristen stehen unter dem Beschuss von Einheiten der französischen Armee, die unter dem Kommando von General Charles Frossard auf der Anhöhe Stellung bezogen hatten. Inmitten der Soldaten ist der preußische Brigadekommandeur Bruno von François zu sehen, wie er der 9. Kompanie durch einen Trompeter das Kommando zum Sturmangriff blasen lässt. Während sich am rechten Bildrand mit der Darstellung einer Fabrik eine Tiefenperspektive auf die Ebene vor Saarbrücken auftut, zieht eine weitere Perspektive, die durch den ausgestreckten Arm und gezogenen Säbel des Kommandeurs vorgegeben wird, den Blick des Betrachters über den steilen, spärlich von einigem Gebüsch bewachsenen Hang auf die Bergspitze, wo Rauchwolken das Abwehrfeuer aus Stellungen der französischen Artillerie und Infanterie markieren.
Die Formation der Soldaten wirkt ungeordnet und gegenüber der doppelreihigen Formation der französischen Armee geradezu schwach. Deutlich wird, dass der Anstieg unter dem Feuer der Franzosen eine kühne Operation ist, deren Gelingen mehr als fraglich erscheint. Soldaten straucheln, Verwundete sind zu sehen, es liegen bereits Tote im Gebüsch. Im Vordergrund kippt ein Soldat – von einer Kugel tödlich getroffen – rücklings. Die Farbe ist ihm aus dem Gesicht gewichen, zum Ausdruck seiner Kampfmoral erhebt er noch seinen rechten Arm zur Faust. Sein Körper ist Teil einer Bilddiagonalen, die durch eine Linie mehrerer Gewehre gebildet wird und der Kampfrichtung entgegengesetzt ist.
Generalmajor von François, der im weiteren Verlauf der Operation fallen wird, nimmt in ausgreifender Befehlshaberpose zusammen mit dem Trompeter den Mittelpunkt der Figurengruppe ein und wird im Dreiviertelprofil herrschaftlich porträtiert. In Kenntnis seines Todes und des siegreichen Ausgangs der Schlacht führt ihn der Maler als Kriegshelden in Lebensgröße vor. Bei aller Heroisierung der Handlung im Kolossalformat (335 cm × 372 cm) kam es dem Künstler jedoch auf einen realistischen Ausdruck des Kampfgeschehens an. So stellte er die Soldaten in ihren verschiedenen Bewegungen und in den Einzelheiten ihrer Kampfausrüstung (Pickelhauben, Gewehre mit Bajonette etc.) en detail dar und wählte als sein Motiv bewusst einen kleinen Ausschnitt der Schlacht. Auch durch Anschneiden der Figuren am rechten und unteren Bildrand unterstrich er das Moment- und Ausschnitthafte der Bildhandlung. Dadurch ähnelt die Komposition eher einem fotografischen Schnappschuss als einem traditionellen Schlachtengemälde. Wie der Illustrator eines Unterhaltungsblatts vorgegangen zu sein, war daher ein Vorwurf der Kunstkritik.

## Militärhistorische Einordnung des Geschehens

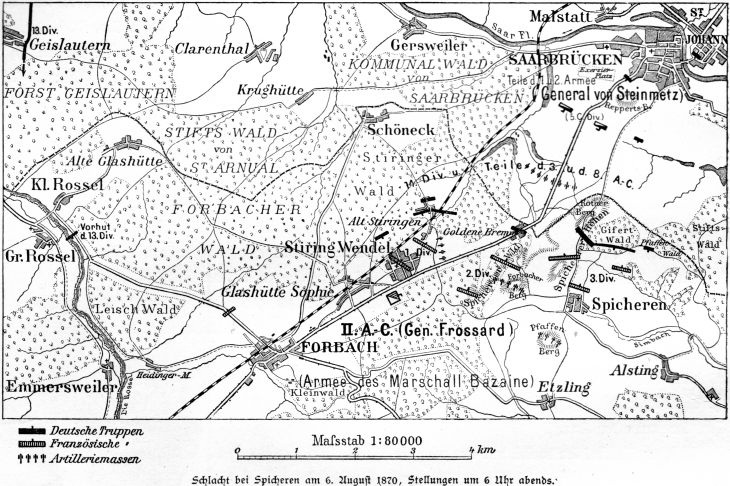
Schlacht bei Spicheren am 6. August 1870, Stellungen um 6 Uhr abends, 1890

Die Schlacht bei Spichern fand am 6. August 1870 statt und bildete neben der gleichzeitigen Schlacht bei Wörth sowie der zwei Tage zuvor beendeten Schlacht bei Weißenburg eine Eröffnungsschlacht des Deutsch-Französischen Kriegs. Kleinere Kriegshandlungen verübte Frankreich bereits am frühen Morgen des 19. Juli 1870 auf preußisches Gebiet, obwohl der französische Geschäftsträger die Kriegserklärung in Berlin noch nicht überbracht hatte. Am 2. August nahm Frankreich die Bellevue, einen freien Hügel unmittelbar vor Alt-Saarbrücken und St. Johann ein, und begann damit, den Bahnhof St. Johann-Saarbrücken unter das Feuer von konventioneller Artillerie und Mitrailleusen zu nehmen. Mittags erschien am Schauplatz Kaiser Napoleon III. mit dem 14-jährigen Kronprinzen Lulu, der durch Abschuss einer Salve hier seine Feuertaufe erhielt.
Unter dem Eindruck der für Frankreich verlustreichen Schlacht von Weißenburg, bei der General Abel Douay gefallen war, befahl der vor Saarbrücken kommandierende General Charles Frossard, dem eine vor Ort angewachsene gegnerische Truppenstärke von 40.000 Mann gemeldet worden war und der von der schleppend verlaufenden Mobilmachung der eigenen Armee wusste, am 4. August den Rückzug. Eine neue Aufstellung nahmen sein II. Korps unter anderem auf dem Roten Berg bei Spicheren, einem spornartigen Gebirgsausläufer auf lothringischem Gebiet vor Saarbrücken.
Mittels Eisenbahntransporten war den deutschen Truppen unterdessen ein erfolgreicher Aufmarsch an der preußisch-französischen Grenze gelungen. Dort standen Einheiten der 1. und 2. Armee von Karl Friedrich von Steinmetz bzw. Friedrich Karl von Preußen unter dem Divisionskommando von Georg von Kameke bzw. Constantin von Alvensleben. Am Morgen des 6. August trafen Meldungen der preußischen Kavallerie über Rückzugsbewegungen der Franzosen ein. Obwohl aus dem Generalkommando bis zu diesem Tag noch kein Befehl erteilt worden war, auf französisches Gebiet vorzurücken, gab Kameke seinem Brigadekommandeur Bruno von François, der mit seinen Einheiten mittags durch Saarbrücken hindurch bis an die Staatsgrenze vorgerückt war, daraufhin den Auftrag, die französischen Stellungen einzunehmen. Zuvor ließ er sich von General August Karl von Goeben die Unterstützung des VIII. Armee-Korps zusichern.

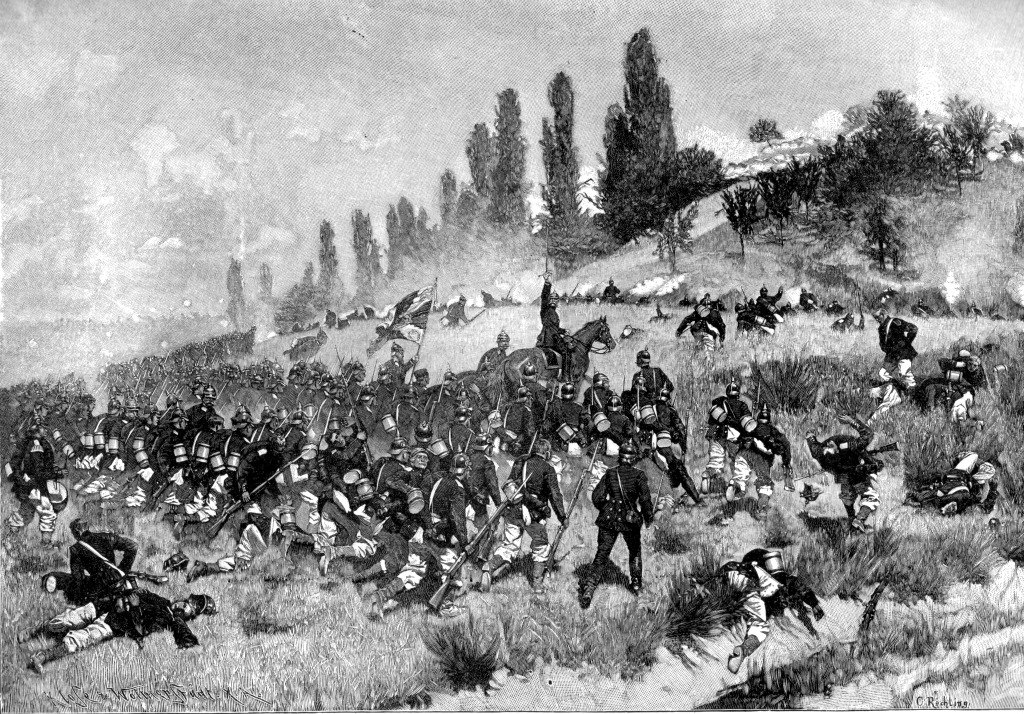
Carl Röchling: Erstürmung des Roten Berges, Illustration, 1890

Da Generalmajor von François ein direkter, frontaler Angriff auf die gut ausgebauten französischen Artilleriestellungen am freiliegenden Bergsporn aussichtslos erschien, ließ er zwei Bataillone des 1. Hannoverschen Infanterie-Regiments Nr. 74 und sieben Kompanien des Niederrheinischen Füsilier-Regiments Nr. 39 zu einem Zangenangriff über die bewaldeten Flanken des Höhenzugs am Drahtzug und am Giffertswald antreten. Die beiden Gefechtsfelder lagen fast eine Meile voneinander entfernt. Unterstützt wurden die Fußtruppen durch sich in der Nähe formierende Batterien der deutschen Artillerie, die die französischen Stellungen unter Beschuss nahmen. Mit dieser Schützenhilfe gelang es dem Infanterie-Regiment Nr. 74 unter erheblichen Verlusten bis an den Rand des Roten Berges vorzurücken. Hier erschien bald Generalmajor von François, um seinen Leuten zum Erfolg zu gratulieren, als ihm gemeldet wurde, dass der Angriff am Giffertswald, der von dem Regimentskommandeur Gustav Eskens mit sieben Kompanien des Infanterie-Regiments Nr. 39 vorgetragen werden sollte, zurückgeworfen worden war. Mit der von dort soeben eingetroffenen 9. Kompanie des Infanterie-Regiments Nr. 39 entschloss sich der Generalmajor spontan zum Frontalangriff auf die Bergspitze. Er kostete nicht nur vielen seiner Soldaten das Leben, im Verlauf fiel auch François durch fünf gegnerische Kugeln. Das kühne Vorhaben, das angesichts der örtlichen Überlegenheit der französischen Artillerie und anrückenden französischen Bataillonen gescheitert wäre, führte bis zum Abend dennoch zu einem preußischen Sieg, weil am Schauplatz eingetroffene Einheiten unter dem Befehl von Alvensleben unter hohem Personal- und Artillerieeinsatz dem französischen General Frossard eine ungebrochene preußische Kampfstärke signalisierten und damit begannen, westlich bei Stiring-Wendel in Richtung auf Forbach einen weiteren Zangenangriff zu starten. Hierdurch im Glauben, vom Nachschub und einem Rückweg abgeschnitten zu werden, befahl Frossard den Rückzug nach Saargemünd, so dass deutsche Infanterie den Roten Berg bis zur eintretenden Dämmerung vollständig einnehmen konnte. Die Gelegenheit, französische Truppen bei ihrem Rückzug mit bereitstehender preußischer Kavallerie zu schlagen, wurde nicht ergriffen.
Als Schlacht bei Spichern ging die Operation in die Geschichte ein. Wie deutsche Militärhistoriker bald einräumten, waren ihr strategischer Nutzen gering und die Verluste hoch. Allerdings hatten die deutschen Siege in den Schlachten von Weißenburg, Spichern und Wörth einen bedeutenden Effekt auf die deutsche Kampfmoral und die patriotische Berichterstattung der Presse, die damit begann, um die Schlacht bei Spichern einen Geschichtsmythos zu kreieren.

## Entstehung
Ende 1870 erhielt der junge in Karlsruhe bei Carl Friedrich Lessing geschulte Maler Anton von Werner vom preußischen Kultusminister Heinrich von Mühler ein Schreiben, worin ihm dieser die Idee darlegte, das im Krieg zerstörte, zum Wiederaufbau vorgesehene Bahnhofsgebäude von St. Johann-Saarbrücken mit Darstellungen aus den Kriegsereignissen um Saarbrücken zu schmücken. Der Künstler war bereits im Begriff, dazu nach Saarbrücken zu reisen, um sich mit den Örtlichkeiten vertraut zu machen, als ihn im Januar 1871 der deutsche Kronprinz Friedrich Wilhelm zu sich nach Versailles einlud. Dort erhielt er den Auftrag für das Staatsgemälde Die Proklamierung des deutschen Kaiserreiches, dessen Entwürfe und Fassungen ihn in den 1870er Jahren weitgehend beschäftigen und seine Karriere bis zum Direktorat der Berliner Kunstakademie bahnen sollten.

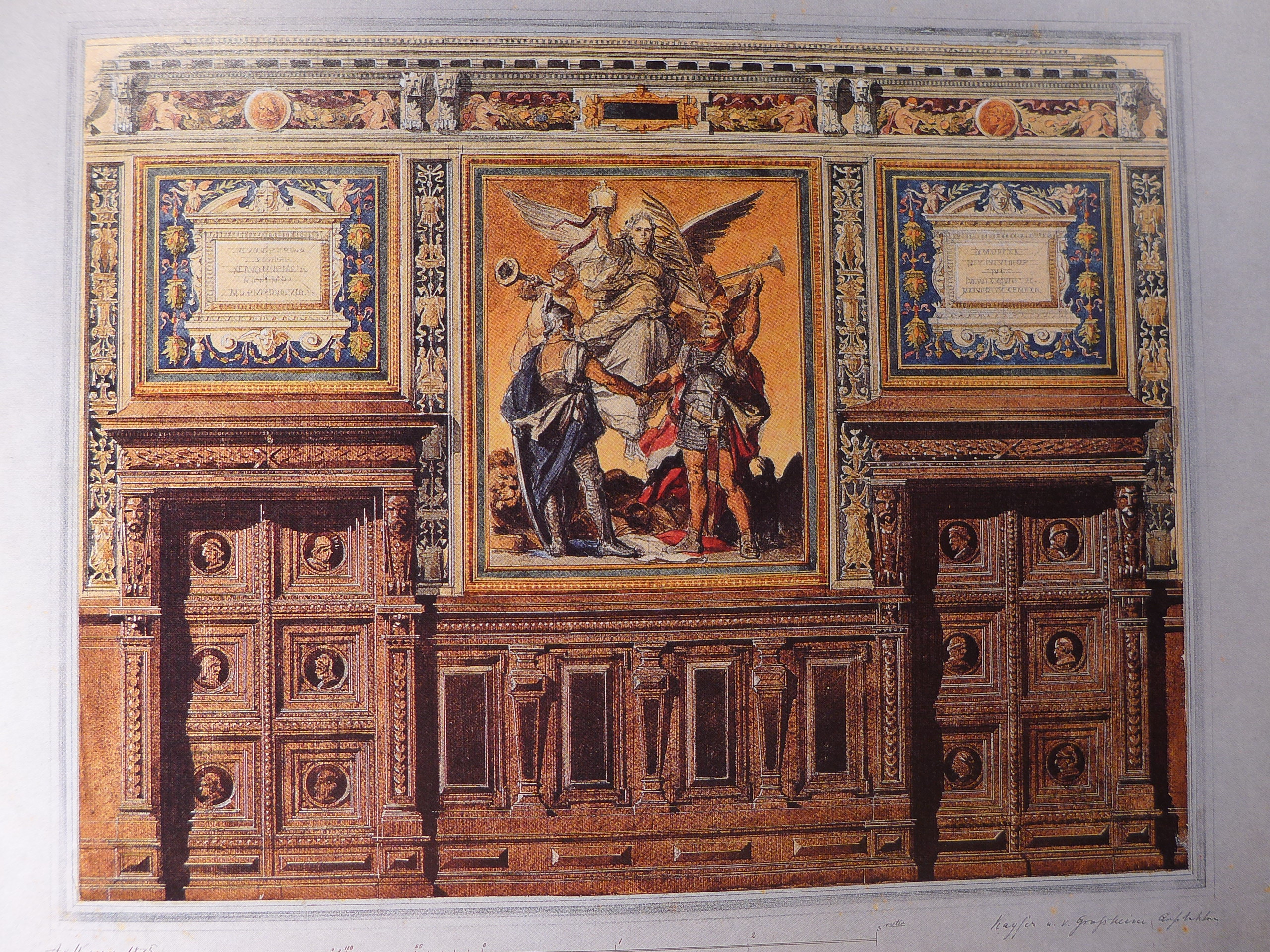
Anton von Werner: Entwurf zur Wanddekoration im Rathausfestsaal: Victoria, Aquarell auf Pappe, 1875

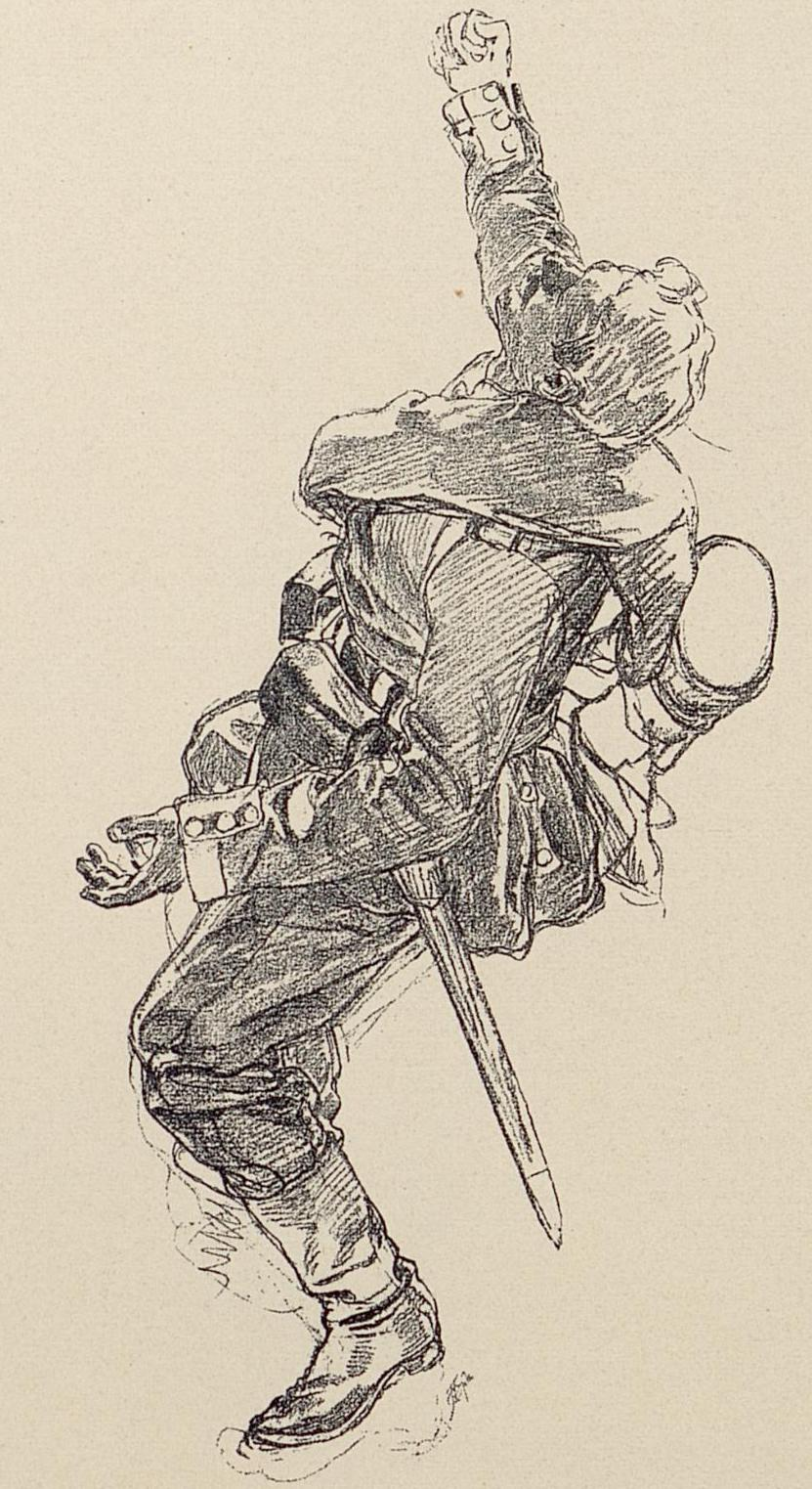
Studie eines sterbenden Soldaten

Erste Entwürfe für die Ausmalung des Saarbrücker Bahnhofes fertigte Werner bis zum Jahr 1872. Schon damals hatte er neben der Darstellung einer Ankunft König Wilhelms I. in Saarbrücken, einem genrehaften, primär an das örtliche Publikum gerichteten Erinnerungsbild, die Erstürmung der Spicherer Höhen als Hauptmotiv festgelegt. Dieses Bild sollte dem Eintretenden als erstes ins Auge fallen.
1874 schlug die Stadt Saarbrücken dem mittlerweile von Adalbert Falk geführten Berliner Ministerium vor, die zuvor für den Bahnhof in Erwägung gezogenen Bilder für einen neuen Ratssaal auszuführen, den sie in einem Anbau des Rathauses zu errichten gedachte. Nach einer Zustimmung aus Berlin erstellte Werner 1875 einen Vorentwurf mit aquarellierten Ansichten für die gesamte Innenausstattung, an deren Entwicklung im Stil der Neorenaissance das Berliner Architekturbüro von Heinrich Joseph Kayser und Karl von Großheim beteiligt war.
Nach erneuter Zustimmung des Kultusministeriums erhielt Werner einen Auftrag für weitere Ausarbeitungen, die er auf der Grundlage einer Besichtigung der Örtlichkeiten im Jahr 1876 vornahm. Auf seiner Reise nach Saarbrücken und an die Kriegsschauplätze entstanden vor Ort zahlreiche Skizzen, auch von einfachen Saarbrücker Bürgern und örtlicher Prominenz. 1877 hatte er sein Bildprogramm zu dem heute als Saarbrücker Rathauszyklus bekannten Werkzyklus komplettiert. Neben den bereits erwähnten Hauptbildern, die von Porträts des Generalfeldmarschalls Helmuth von Moltke, des Reichskanzlers Otto von Bismarck, des Kronprinzen Friedrich Wilhelm und des Prinzen Friedrich Karl flankiert werden, zeigt der Zyklus die Allegorie Victoria, eine Glorifizierung der Waffenbrüderschaft zweier Germanenkrieger, die unter Anspielung auf die Schutz- und Trutzbündnisse 1866 durch ihre Fahnen das Königreich Bayern als Hauptmacht der süddeutschen Staaten und den von Preußen angeführten Norddeutschen Bund repräsentieren.
Im Laufe der weiteren Ausarbeitung hatte Werner sich mit Anregungen aus der preußischen Landeskunstkommission auseinanderzusetzen. Von ihr wurde er dazu gedrängt, seinen Entwürfen einen ernsteren Charakter, „welche die Darstellung dieser vaterländischen Stoffe und historischen Persönlichkeiten, besonders an einer geschichtlich so bedeutsamen Stätte forderten“, zu verleihen. Auch sein Hauptbild des Sturms des Spicherer Berges erfuhr daraufhin eine Überarbeitung, indem durch er durch die Darstellung eines sterbenden Soldaten mit kämpferisch erhobener Faust den Gedanken der Opferbereitschaft und Siegesentschlossenheit stärker betonte.

## Rezeption und kunsthistorische Beurteilung
Mit der Berliner akademischen Kunstausstellung, die die Entwürfe für den Saarbrücker Rathauszyklus im November 1877 präsentierte, erhielt die Kunstöffentlichkeit Gelegenheit, zu dem Projekt Stellung zu nehmen. Zu den Feuilletonisten, die sich über die Bilder äußerten, gehörte der für die Zeitschrift für bildende Kunst tätige Kunsthistoriker Adolf Rosenberg. Ihm fehlte in den Skizzen die „monumentale Würde“, in ihnen sei „das Vornehme von dem Markigen, Derben verdrängt“ worden, vergebens suche man nach dem „genialen Wurf“ und dem „poetischen Schwung“.
Als derselbe Kritiker auf der Berliner akademischen Kunstausstellung des Jahres 1880 die fertigen Gemälde auf Leinwand erblickte, fiel das Kunsturteil in der Zeitschrift Die Grenzboten noch negativer aus. Anders als beim Historienbild Luther auf dem Reichstag zu Worms (1870) habe der Künstler hier nicht der Zensur einer höheren Instanz unterlegen, die darüber wacht, dass die „Würde des monumentalen Stil“ gewahrt und dessen Gesetze respektiert werden, vermutete Rosenberg und ging mit dem Werk und seinem Schöpfer hart ins Gericht:

„Der Direktor unserer Kunstakademie, Anton von Werner, hat auch auf der gegenwärtigen Kunstausstellung ein umfassendes Zeugniß für die leidige, schon oft genug beklagte Thatsache abgelegt, daß ihm das Gefühl für den monumentalen Stil, ja sogar das Verständnis für die einfachsten Forderungen desselben vollkommen abgeht. […] Der Maler ist seinem eigenen Impuls gefolgt und hat, statt eines Monumentalgemäldes, eine colossale, mattgefärbte Illustration zu Stande gebracht, welche einen Moment aus dem Sturm auf den Spicherer Berg festhält, ungefähr wie es während des Krieges die Zeichner für die illustrirten Blätter zu thun pflegten. Ein derartiges Gemälde, welches zum ewigen Gedächtniß an eine kühne Heldenthat des Krieges dienen soll, hätte unter allen Umständen an die Wand gemalt werden müssen statt auf Leinwand, die in ein Rahmenwerk eingelassen wird. […] Ein Blick auf die große Leinwand für Saarbrücken zeigt uns […], daß die coloristische Frische, welche uns vor zehn Jahren für den mit jugendlicher Kraft aufstrebenden Künstler lebhaft eingenommen hat, einer nüchternen, ich möchte fast sagen griesgrämlichen Farbenstimmung gewichen ist. Werner führt uns den Moment vor, wie General von François, der bekanntlich während des Sturmes fiel, ein ihm folgendes Häuflein Soldaten (die 9. Compagnie des 39. Infanterie-Regiments) gegen den Feind führt, also einen verhältnißmäßig kleinen Ausschnitt aus dem großen Drama, der, wie leicht begreiflich, die Bedeutsamkeit der ganzen Action nicht einmal andeuten, geschweige denn erschöpfen kann. Es ist eine Gefechtsscene wie tausend andere, welche kaum ein individuelles Gepräge hat. An eine nach irgend welcher Richtung abgerundete und abgeschlossene Composition hat Werner auch nicht gedacht. Man könnte beliebig rechts und links ein Stück ansetzen, ohne daß der Schwerpunkt der Composition irgendwie verschoben würde. Der Ernst des Moments hätte selbst bei einer so specifisch realistischen Scene stärker betont werden können, als es geschehen ist.“

Im Jahr 1895 legte Rosenberg seine Biografie über Anton von Werner vor. Dort bemühte er sich, das dem Spichern-Gemälde zugrundeliegende Geschehen aus der mittlerweile vorliegenden Publizistik nachzuzeichnen, ging aber wenig auf die Qualität des Gemäldes selbst ein. Er stellte fest, dass sich der Künstler eng an die Darstellung der Ereignisse durch die Augenzeugen gehalten habe, wiederholte seine früher harsch formulierte Kritik jedoch nicht.

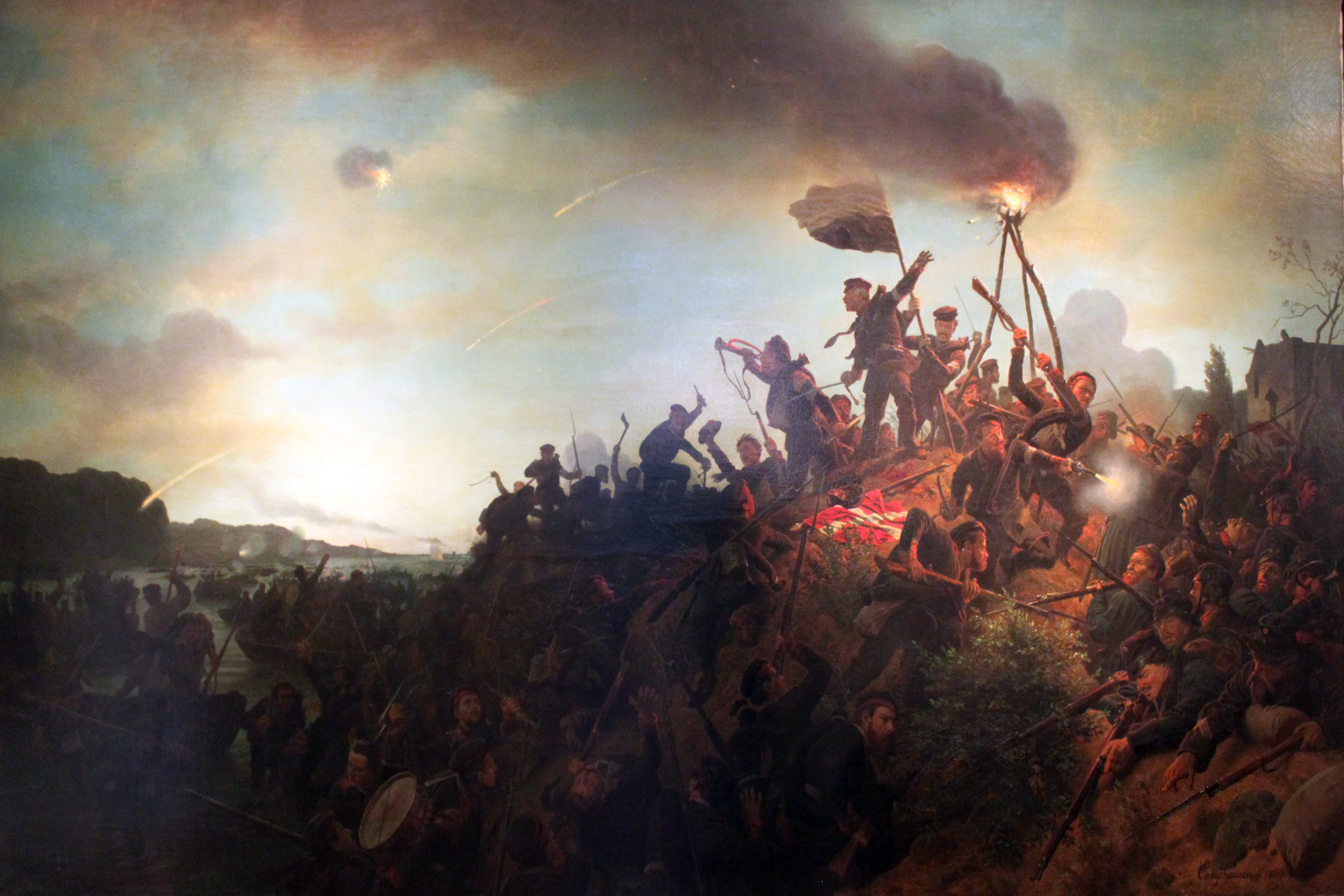
Wilhelm Camphausen: Die Erstürmung der Insel Alsen durch die Preußen, 1866, Deutsches Historisches Museum

American Panorama Company: Battle of Atlanta, 1885/86 (heutige Präsentation)

Die vergleichsweise moderne, naturalistische, vor allem Realismus anstrebende Ereignisdarstellung, die Anton von Werner – wohl angeregt durch die Illustrationsgrafik seiner Zeit – in seiner Malerei über den Krieg 1870/71 entwickelte, wurde auch in den in Deutschland führenden Kunstzentren in Düsseldorf und München aus akademischer Perspektive zunächst kritisch gesehen. Sie gefiel aber dem breiteren Publikum. Einen Vorläufer und Mitstreiter hatte Werners neuer künstlerischer Ansatz in der Schlachtenmalerei Wilhelm Camphausens, der in den Kriegen 1864, 1866 und 1870/71 als Armeemaler bzw. Bildreporter tätig gewesen war. In dem 1866 entstandenen Gemälde Die Erstürmung der Insel Alsen, einem Historien- und Ereignisbild aus dem Deutsch-Dänischen Krieg, lässt Camphausen als Pionier dieser Kunstform den Betrachter in monumentalem Format an einer spektakulären Kriegsszene teilhaben. Mit dem Erfolg dieses Konzepts, das imstande war, das Publikum in die Szene gleichsam hineinzuversetzen, kam es durch Louis Braun, William Wehner, Paul Philippoteaux und andere zu einer Welle von Schlachtenbildern in immer größeren Panoramen, die als Vorläufer des Kinos und des Kriegsfilm-Genres zu betrachten sind. Mit diesem Massenmedium neigte sich gleichzeitig die Ära der eigentlichen Geschichtsmalerei ihrem Ende zu. Der Kunsthistoriker Richard Muther schrieb über diese Entwicklung:

„So verfiel die zünftige Historienmalerei dem unabwendbaren Loose der gespreizten Nichtigkeit. Nur Werke, in denen die Leidenschaft des Temperaments durch die Konvention hindurchflammte, oder eine Erneuerung der Formen nach der Seite des Naturalismus erstrebt war, durfte fortan auf Erfolg noch rechnen.“

## Provenienz
Der Saarbrücker Ratssaal mit den fertigen Gemälden wurde am 8. August 1880 vom rheinischen Oberpräsidenten Moritz von Bardeleben in Anwesenheit von Vertretern der Zivil- und Militärbehörden feierlich eingeweiht. Der Ratssaal, der bei der Vereinigung Alt-Saarbrückens mit St. Johann, Malstatt und Burbach zur Großstadt Saarbrücken im Jahr 1909 seine Funktion an das Rathaus St. Johann abgegeben hatte, wurde 1936 mit einem angrenzenden Raum als Spichern-Museum in ein nationalsozialistisch inspiriertes Ausstellungskonzept eingebunden und am 5. Oktober 1944 durch einen Luftangriff zerstört. Die Gemälde konnten zuvor in Sicherheit gebracht werden und kamen nach Einlagerung im Rathaus St. Johann nach dem Zweiten Weltkrieg auf einer Ausstellung des Saarlandmuseums wieder zum Vorschein. In den 1950er Jahren beschloss der Stadtrat eine Restaurierung der Gemälde, die jedoch nicht ausgeführt wurde. Als Schenkung gelangten die Bilder 1994 unter der Auflage, sie fachgerecht zu restaurieren, an zwei Privatpersonen. 1998 und 2001 wurden fünf der sieben Werke des Zyklus restauriert, darunter auch das Gemälde Sturm auf den Spicherer Berg. Nach einer Einlagerung in der Alten Baumwollspinnerei von St. Ingbert übernahm und erwarb das Historische Museum Saar die Bilder und präsentierte sie ab 2021 im Rahmen der Ausstellung Monumente des Krieges.